# Johann Franz Encke
Johann Franz Friedrich Encke, nemški častnik in astronom, * 23. september 1791, Hamburg, Nemčija, † 26. avgust 1865, Spandau pri Berlinu, Nemčija.

## Življenje in delo
Encke je leta 1811 prišel v Göttingen in bil Gaussov študent. Potem je služil kot topniški častnik v hanzeatski legiji v zadnjih Napoleonovih vojnah v letih 1813 do 1814. Leta 1815 je postal poročnik v pruski vojski. Ko se je vrnil iz vojne, se je začel ukvarjati z astronomijo. Leta 1816 ga je von Lindenau izbral za pomočnika na Observatoriju v Seebergu pri Gothi. Tukaj je končal določevanje tira kometa iz leta 1680, za kar je leta 1817 prejel Cottovo nagrado.
Leta 1819 je preračunal elemente tira kometa, ki je po njem dobil ime in, ki ga je v Marseillu odkril leto poprej Pons. Pons je sumil, da je to isti komet, ki ga je sam odkril že leta 1805. Ta prvi kratkoperiodični komet je pomemben po neprestanem nepravilnem skrajševanju obhodne dobe okoli Sonca. Vsi do tedaj znani kometi so imeli orbitalno periodo 70 let in več, z odsončjem daleč za Uranovim tirom. Izkazalo se je, da je obhodna doba Enckejevega kometa le 3,33 leta in je še danes od vseh najkrajša. Komet je bil drugi, za katerega so izračunali čas vrnitve. Prvi je bil Halleyjev, z orbitalno periodo 76 let. Ponsovo odkritje je pokazalo, da ima Enckejev komet odsončje znotraj Jupitrovega tira. Encke je napovedal njegovo vrnitev za leto 1822, viden pa je bil le na južni polobli. Opazil ga je samo Karl Rümker iz Avstralije. Komet so poistovetili s kometoma, ki sta ju odkrila Méchain leta 1786 in Herschlova leta 1795.
Encke je poslal svoje izračune Gaussu, Olbersu in Besslu. Gauss je objavil njegove izsledke in Encke je postal slaven kot odkritelj kratkoperiodičnih kometov. Enckejev komet je eden od redkih kometov, ki se ne imenuje po svojem odkritelju, ampak pa tistem, ki je izračunal podatke o tiru. Kasneje so videli, da komet povzroča meteorski roj tauridov.
Zaradi pomembnosti napovedi ponovne vrnitve kometa mu je leta 1823 Kraljeva astronomska družba (RAS) iz Londona podelila zlato medaljo. Tega leta se je Encke poročil z Amalie Beckerjevo (1787–1879), hčerjo prodajalca knjig. Imela sta tri sinove in dve hčeri.
V letih 1829 do 1859 je v publikaciji Berlin Abhanlungen objavil osem razprav o gibanju kometa.
Enckejev komet se je leta 1835 dovolj približal Merkurju, da so lahko iz motnje v tiru kometa, ki jo je povzročila gravitacija planeta, prvič izračunali natančno maso Merkurja.
Encke je leta 1822 postal predstojnik Observatorija v Seebergu, leta 1825 pa predstojnik Observatorija v Berlinu. Raziskoval je paralakso Sonca s pomočjo prehodov Venere. S pomočjo prehodov iz leta 1761 in 1769 je v letih 1822 do 1824 izračunal Sončevo paralakso 8,57", ki je dolgo veljala. Iz podatkov za pretekle prehode Venere je leta 1830 izračunal astronomsko enoto na 152,500 · 109 m, kar je za dobra 2 % prevelika vrednost. Takrat je bila najboljša.
V Berlinu so pod njegovim vodstvom in z von Humboldtovo pomočjo začeli graditi nov observatorij. Leta 1835 ga je slovesno odprl pruski kralj Friderik Viljem III. Encke je postal prvi predstojnik novega observatorija.
V letih 1830 do 1859 je vodil pripravo izdelave zvezdne karte za Berlinsko akademijo. Zelo je izboljšal Astronomisches Jahrbuch in pripravil štiri zvezke Astronomische Beobachtungen Berlinskega observatorija (1840-1857). V tem času se je največ posvetil računom tirov kratkoperiodičnih kometov in asteroidov.
Po njem se imenuje 200 (325) km široka vrzel v Saturnovem kolobarju A, širokem 15.200 km, ki jo je odkril leta 1837.
Leta 1840 je obiskal Anglijo.
Encke je leta 1844 začel poučevati astronomijo na Univerzi v Berlinu. Veliko truda je vložil v izboljšanje računov gibanj asteroidov. Leta 1849 je v Berlinski akademiji pojasnil svojo metodo računanja eliptičnega tira iz treh opazovanj, leta 1851 pa je izdelal novo metodo računanja planetnih motenj s pomočjo pravokotnih koordinat. (Metodo je ponovno objavil Wilhelm Ostwald v Klassiker der exacten Wissenschaften, No. 141, 1903).
Pod Enckejevim vodstvom observatorija je 23. septembra 1846 Galle kot pomočnik skupaj s pomočnikom d'Arrestom odkril Neptun. Od leta 1854 je pri njem študiral Schiaparelli.
Začetna oblika možganske bolezni ga je prisilila, da se je novembra 1863 upokojil. Bil pa je še vedno predstojnik Berlinskega observatorija vse do svoje smrti. Nasledil ga je Foerster (1832–1921).
Encke je veliko prispeval k izdajanju periodičnih astronomskih publikacij.

## Priznanja

### Nagrade
Dvakrat, leta 1823 in 1830, je prejel zlato medaljo Kraljeve astronomske družbe, leta 1828 pa kraljevo medaljo Kraljeve družbe iz Londona.

### Poimenovanja
Po njem se imenuje udarni krater Encke na Luni in asteroid glavnega asteroidnega pasu 9134 Encke.